# Bombyliomyia patula
Bombyliomyia patula là một loài ruồi trong họ Tachinidae.